# Bataille de Tshaneni
Guerre civile zouloue de 1883-1884
Batailles
Guerre civile zouloue de 1883-1884
- Msebe
- oNdini
- Tshaneni

Rébellion des uSuthu de 1887-1888
- Ceza
- Ivuna
- Hlophekhulu

La bataille de Tshaneni ou de Ghost Mountain (la Montagne Fantôme) est livrée le 5 juin 1884 au KwaZulu-Natal en Afrique du Sud, pendant la guerre civile zouloue de 1883-1884. Ce conflit oppose les uSuthu, les partisans du roi Cetshwayo kaMpande exilé de son royaume à l'issue de la guerre anglo-zouloue de 1879 et restauré sur son trône par les Britanniques en janvier 1883, aux Mandlakazi, un clan dissident, dont le chef Zibhebhu kaMaphitha, cousin de Cetshwayo, aspire à l'indépendance.
Après leurs défaites aux batailles de la Msebe et d'oNdini et la fuite puis le décès du roi Cetshwayo, les uSuthu, dirigés désormais par Dinuzulu, s'allient avec les Boers du Transvaal et prennent l'offensive contre leurs adversaires. La bataille décisive du conflit est livrée aux pieds des pentes du mont Tshaneni. L'habileté tactique de Zibhebhu ne peut compenser la puissance de feu des commandos boers auxquels s'ajoutent la supériorité numérique et l'esprit de revanche des uSuthu et les Mandlakazi subissent une déroute dont ils ne se relèvent pas.
La victoire des uSuthu est toutefois chèrement payée : le 16 août 1884, Dinuzulu, honorant ainsi les promesses faites à ses alliés boers, leur donne d'une part d'importantes terres au Zoulouland où ils fondent la Nouvelle République (Nieuwe Republiek) et leur concède d'autre part une sorte de protectorat sur une grande partie du reste de son royaume.

## Sources
- (en) John Laband, The atlas of the later Zulu wars : 1883-1888, Pietermaritzburg Johannesburg, University of Natal Press Distributed by Thorold's Africana Books, 2001, 140 p. (ISBN 978-0-869-80998-3)
- Ian Knight, Great Zulu battles, 1838-1906, Edison, N.J, Castle Books, 2003 (1re éd. 1998), 224 p. (ISBN 978-0-785-81569-3)